# Альтавилла-Вичентина
Альтавила-Вичентина (итал. Altavilla Vicentina) — коммуна в Италии, располагается в провинции Виченца области Венеция.
Население составляет 10 800 человек, плотность населения составляет 675 чел./км². Занимает площадь 16 км². Почтовый индекс — 36077. Телефонный код — 00444.
Покровителем коммуны почитается святой Урбан, празднование 8 сентября. В коммуне также по-особому относятся к Искуплению. 